# شيريل كرو
شيريل سوزان كرو (بالإنجليزية: Sheryl Crow)‏ (مواليد 11 فبراير 1962) مغنية وكاتبة اغاني، موسيقية ، مؤدية فنيه، منتج موسيقى، ممثلة، ناشطة سياسية، أمريكية، موسيقاها تتضمن عناصر من موسيقى الروك، الهيب هوب، الكنتري، والبوب، ساهمت في الموسيقى التصويرية للعديد من الأفلام. وقد باعت أكثر من 16 مليون البوم في الولايات المتحدة و35 مليون البوم في جميع أنحاء العالم، بالإضافة إلى ذلك حصلت على 9 جوائز غرامي، شخصت إصابتها بمرحلة مبكرة من سرطان الثدي في 2006 ، كشفت في عام 2011 عن إصابتها ورم سحائي في المخ لكنه حميد.

## وصلات خارجية
- شيريل كرو على موقع IMDb (الإنجليزية)
- شيريل كرو على موقع الموسوعة البريطانية (الإنجليزية)
- شيريل كرو على موقع روتن توميتوز (الإنجليزية)
- شيريل كرو على موقع ألو سيني (الفرنسية)
- شيريل كرو على موقع ميوزك برينز (الإنجليزية)
- شيريل كرو على موقع رولينغ ستون (الإنجليزية)
- شيريل كرو على موقع أول موفي (الإنجليزية)
- شيريل كرو على موقع قاعدة بيانات الأفلام السويدية (السويدية)
- شيريل كرو على موقع إن إن دي بي (الإنجليزية)
- شيريل كرو على موقع أول ميوزيك (الإنجليزية)